# Mesocyclops
Mesocyclops is een geslacht van eenoogkreeftjes uit de familie van de Cyclopidae. 
Eenoogkreeftjes uit dit geslacht voeden zich met de larven van muskieten (steekmuggen), en kunnen worden ingezet bij de biologische bestrijding van de denguemug Aedes aegypti.

## Soorten
- Mesocyclops acanthoramus Holynska & Brown, 2003
- Mesocyclops aequatorialis Kiefer, 1929
- Mesocyclops affinis van de Velde, 1987
- Mesocyclops albicans (Smith G.W., 1909)
- Mesocyclops americanus Dussart, 1985
- Mesocyclops annae Kiefer, 1930
- Mesocyclops annulatus (Wierzejski, 1892)
- Mesocyclops araucanus Löffler, 1962
- Mesocyclops arcanus Defaye, 1995
- Mesocyclops asiaticus Kiefer, 1932
- Mesocyclops aspericornis (Daday, 1906)
- Mesocyclops australiensis (Sars G.O., 1908)
- Mesocyclops bernardi Petkovski, 1986
- Mesocyclops bodanicola Kiefer, 1955
- Mesocyclops borneoensis Dussart & Fernando, 1988
- Mesocyclops bosumtwii Mirabdullayev, Sanful & Frempong, 2007
- Mesocyclops brasilianus Kiefer, 1933
- Mesocyclops brehmi Kiefer, 1927
- Mesocyclops brevifurcatus Harada, 1931
- Mesocyclops brevisetosus Dussart & Sarnita, 1987
- Mesocyclops brooksi Pesce, De Laurentiis & Humphreys, 1996
- Mesocyclops chaci Fiers, 1996
- Mesocyclops cokeri Najam-un-Nisa, Mahoon & Irfan Khan, 1987
- Mesocyclops consimilis Kiefer, 1934
- Mesocyclops crassus (Fischer, 1853)
- Mesocyclops curvatus Kiefer, 1981
- Mesocyclops cuttacuttae Dumont & Maas, 1985
- Mesocyclops dadayi Holynska, 1997
- Mesocyclops darwini Dussart & Fernando, 1988
- Mesocyclops dayakorum Holynska, 2000
- Mesocyclops decipiens Kiefer, 1929
- Mesocyclops delamarei Lescher-Moutoué, 1971
- Mesocyclops dissimilis Defaye & Kawabata, 1993
- Mesocyclops dussarti van de Velde, 1984
- Mesocyclops dybowskii (Landé, 1890)
- Mesocyclops edax (Forbes, 1891)
- Mesocyclops ellipticus Kiefer, 1936
- Mesocyclops emini (Mrázek, 1898)
- Mesocyclops evadomingoi Gutierrez-Aguirre & Suarez Morales, 2001
- Mesocyclops ferjemurami Holynska & Nam, 2000
- Mesocyclops forbesi Najam-un-Nisa, Mahoon & Irfan Khan, 1987
- Mesocyclops francisci Holynska, 2000
- Mesocyclops friendorum Holynska, 2000
- Mesocyclops geminus Holynska, 2000
- Mesocyclops gracilis (Lilljeborg, 1853)
- Mesocyclops granulatus Dussart & Fernando, 1988
- Mesocyclops guangxiensis Reid & Kay, 1992
- Mesocyclops holynskae Karanovic, 2006
- Mesocyclops ianthinus Harada, 1931
- Mesocyclops incisus Kiefer, 1932
- Mesocyclops infrequens Kiefer, 1929
- Mesocyclops inopinus (Kiefer, 1926)
- Mesocyclops insulensis Dussart, 1982
- Mesocyclops intermedius Pesce, 1985
- Mesocyclops inversus Kiefer, 1936
- Mesocyclops iranicus Lindberg, 1936
- Mesocyclops isabellae Dussart & Fernando, 1988
- Mesocyclops kawamurai Kikuchi K., 1940
- Mesocyclops kayi Holynska & Brown, 2003
- Mesocyclops kieferi van de Velde, 1984
- Mesocyclops leuckarti (Claus, 1857)
- Mesocyclops longisetus (Thiébaud, 1912)
- Mesocyclops macracanthus Kiefer, 1929
- Mesocyclops maheensis Lindberg, 1941
- Mesocyclops major Sars G.O., 1927
- Mesocyclops mariae Guo, 2000
- Mesocyclops medialis Defaye, 2001
- Mesocyclops meridianus (Kiefer, 1926)
- Mesocyclops meridionalis Dussart & Frutos, 1986
- Mesocyclops microlasius Kiefer, 1981
- Mesocyclops microspinulosus Lindberg, 1942
- Mesocyclops minutus Lowndes, 1934
- Mesocyclops monardi (Perret, 1925)
- Mesocyclops mongoliensis Kiefer, 1981
- Mesocyclops neglectus Sars G.O., 1909
- Mesocyclops nigerianus Kiefer, 1932
- Mesocyclops notius Kiefer, 1981
- Mesocyclops oblongatus Sars G.O., 1927
- Mesocyclops obsoletus (Koch, 1838)
- Mesocyclops ogunnus Onabamiro, 1957
- Mesocyclops oithonoides (Sars G.O., 1863)
- Mesocyclops operculifer Kiefer, 1930
- Mesocyclops orghidani Plesa, 1981
- Mesocyclops paludosus Lindberg, 1956
- Mesocyclops papuensis van de Velde, 1987
- Mesocyclops paranaensis Dussart & Frutos, 1986
- Mesocyclops parentium Holynska, 1997
- Mesocyclops pehpeiensis Hu, 1943
- Mesocyclops pescei Petkovski, 1986
- Mesocyclops pilosus Kiefer, 1930
- Mesocyclops pseudoannae van de Velde, 1987
- Mesocyclops pseudomeridianus Defaye & Dussart, 1988
- Mesocyclops pseudooperculatus (Lindberg, 1957)
- Mesocyclops pseudospinosus Dussart & Fernando, 1988
- Mesocyclops pubiventris Holynska & Brown, 2003
- Mesocyclops rarus Kiefer, 1981
- Mesocyclops rectus Lindberg, 1937
- Mesocyclops reidae Petkovski, 1986
- Mesocyclops restrictus Dussart & Fernando, 1985
- Mesocyclops retroversus Kiefer, 1929
- Mesocyclops roberti Holynska & Stoch, 2012
- Mesocyclops ruttneri Kiefer, 1981
- Mesocyclops rylovi Smirnov, 1928
- Mesocyclops salinus Onabamiro, 1957
- Mesocyclops schmeili (Poppe & Mrázek, 1895)
- Mesocyclops schuurmanae Kiefer, 1928
- Mesocyclops shenzhenensis Guo, 2000
- Mesocyclops simillimus Brady, 1907
- Mesocyclops spinifer (Daday, 1902)
- Mesocyclops spinosus van de Velde, 1984
- Mesocyclops splendidus Lindberg, 1943
- Mesocyclops strenuus (Daday, 1905)
- Mesocyclops taihokuensis Harada, 1931
- Mesocyclops tenellus (Sars G.O., 1909)
- Mesocyclops tenuis (Marsh, 1910)
- Mesocyclops tenuisaccus (Sars G.O., 1927)
- Mesocyclops thermocyclopoides Harada, 1931
- Mesocyclops tinctus (Lindberg, 1936)
- Mesocyclops tobae Kiefer, 1933
- Mesocyclops trichophorus Kiefer, 1930
- Mesocyclops trispinosus (Shen & Tai, 1964)
- Mesocyclops varius Dussart, 1987
- Mesocyclops venezolanus Dussart, 1987
- Mesocyclops vermifer Lindberg, 1935
- Mesocyclops vizarae Fryer, 1957
- Mesocyclops woutersi van de Velde, 1987
- Mesocyclops wraniki Baribwegure & Dumont, 2000
- Mesocyclops yenae Holynska, 1998
- Mesocyclops yesoensis Ishida, 1999
- Mesocyclops yutsil Reid in Fiers, Reid, Iliffe & Suárez-Morales, 1996